# UEFA Champions League gruppespil 2012-13
UEFA Champions League gruppespil 2012-13 er en detaljeret gennemgang af gruppespillet i UEFA Champions League 2012-13.
Gruppespillet indeholder 32 hold: de 22 automatisk kvalificerede og de ti vindere af playoff-runden (fem gennem mestervejen og fem gennem ligavejen). Holdene bliver delt ind i otte gruppe á fire hold og de skal spille mod hinanden hjemme og ude, i et gruppespilsformat. Kampdatoerne er den 18.-19. september, 2.-3. oktober, 23.-24. oktober, 6.-7. november, 20.-21. november og 4.-5. december 2012.
De to bedst placerede hold i hver gruppe avancerer til slutspillet, mens gruppens nummer tre avancerer til Europa Leagues slutspil.tw

## Seedning
Lodtræknigen til gruppespillet fandt sted i Grimaldi Forum i Monaco den 30. august 2012 kl. 17:45 CEST (UTC+2).
Holdene var seedet i fire grupper, baseret på deres UEFA klub koefficienter i 2012. De forsvarende mestre, Chelsea, bliver automatisk seedet i gruppe 1. Gruppe 1 indeholder holdene rangeret 1-12, gruppe 2 indeholder hold rangeret fra 13-31, gruppe 3 indeholder hold rangeret 32-60, mens gruppe 4 indholder hold rangeret 63-171.
| Gruppe 1          | Gruppe 1 |
| Hold              | Koeff.   |
| ----------------- | -------- |
| ChelseaTH         | 135.882  |
| Barcelona         | 157.837  |
| Manchester United | 141.882  |
| Bayern München    | 133.037  |
| Real Madrid       | 121.837  |
| Arsenal           | 113.882  |
| Porto             | 98.069   |
| Milan             | 89.996   |

| Gruppe 2             | Gruppe 2 |
| Hold                 | Koeff.   |
| -------------------- | -------- |
| Valencia             | 89.837   |
| Benfica              | 87.069   |
| Shakhtar Donetsk     | 84.026   |
| Zenit St. Petersborg | 79.066   |
| Schalke 04           | 78.037   |
| Manchester City      | 63.882   |
| Braga LR             | 63.069   |
| Dynamo Kyiv LR       | 62.026   |

| Gruppe 3            | Gruppe 3 |
| Hold                | Koeff.   |
| ------------------- | -------- |
| Olympiakos          | 61.420   |
| Ajax                | 58.103   |
| Anderlecht CR       | 48.480   |
| Juventus            | 46.996   |
| Spartak Moskva LR   | 46.066   |
| Paris Saint-Germain | 45.835   |
| Lille LR            | 38.835   |
| Galatasaray         | 38.310   |

| Gruppe 4          | Gruppe 4 |
| Hold              | Koeff.   |
| ----------------- | -------- |
| Celtic CR         | 32.728   |
| Borussia Dortmund | 31.037   |
| BATE Borisov CR   | 29.641   |
| Dinamo Zagreb CR  | 24.774   |
| CFR Cluj CR       | 18.764   |
| Málaga LR         | 16.837   |
| Montpellier       | 11.835   |
| Nordsjælland      | 8.005    |

TH Forsvarende mestre. Den forsvarende mestre bliver automatisk topseedet.
CR Kvalificerede sig gennem mestervejen
LR Kvalificerede sig gennem ligavejen

## Gruppespillet
| Farvekoder                                                             |
| ---------------------------------------------------------------------- |
| Gruppevindere og toere går videre til Ottendedelsfinalerne             |
| Treerne i grupperne går direkte videre til slutspillet i Europa League |

### Gruppe A
| Hold                | K | V | U | T | M+ | M- | MD  | P  |
| ------------------- | - | - | - | - | -- | -- | --- | -- |
| Paris Saint-Germain | 6 | 5 | 0 | 1 | 14 | 3  | +11 | 15 |
| Porto               | 6 | 4 | 1 | 1 | 10 | 4  | +6  | 13 |
| Dynamo Kyiv         | 6 | 1 | 2 | 3 | 6  | 10 | −4  | 5  |
| Dinamo Zagreb       | 6 | 0 | 1 | 5 | 1  | 14 | −13 | 1  |

| 18. september 2012 20:45 |

| Dinamo Zagreb | 0–2     | Porto                      |
| ------------- | ------- | -------------------------- |
|               | Rapport | Lucho 41' · Defour 90+2' · |

| Stadion Maksimir, Zagreb Tilskuere: 4.683 Dommer: Daniele Orsato (Italien) |

| 18. september 2012 20:45 |

| Paris Saint-Germain                                                  | 4–1     | Dynamo Kyiv  |
| -------------------------------------------------------------------- | ------- | ------------ |
| Ibrahimović 19' (str.) · Thiago Silva 29' · Alex 32' · Pastore 90+1' | Rapport | Veloso 87' · |

| Parc des Princes, Paris Tilskuere: 42,536 Dommer: Björn Kuipers (Holland) |

| 3. oktober 2012 20:45 |

| Dynamo Kyiv                   | 2–0     | Dinamo Zagreb |
| ----------------------------- | ------- | ------------- |
| Husyev 3' · Pivarić 33' (sm.) | Rapport |               |

| Olympic Stadion, Kyiv Tilskuere: 47.804 Dommer: Martin Atkinson (England) |

| 3. oktober 2012 20:45 |

| Porto            | 1–0     | Paris Saint-Germain |
| ---------------- | ------- | ------------------- |
| J. Rodríguez 83' | Rapport |                     |

| Estádio do Dragão, Porto Tilskuere: 36.509 Dommer: Howard Webb (England) |

| 24. oktober 2012 20:45 |

| Porto                         | 3–2     | Dynamo Kyiv              |
| ----------------------------- | ------- | ------------------------ |
| Varela 15' · Martínez 36' 78' | Rapport | Husyev 21' · Ideye 72' · |

| Estádio do Dragão, Porto Tilskuere: 29.317 Dommer: Pavel Královec (Tjekkiet) |

| 24. oktober 2012 20:45 |

| Dinamo Zagreb | 0–2     | Paris Saint-Germain           |
| ------------- | ------- | ----------------------------- |
|               | Rapport | Ibrahimović 33' · Ménez 43' · |

| Stadion Maksimir, Zagreb Tilskuere: 9.326 Dommer: Fırat Aydınus (Tyrkiet) |

| 6. november 2012 20:45 |

| Dynamo Kyiv | 0–0     | Porto |
| ----------- | ------- | ----- |
|             | Rapport |       |

| Olympic Stadion, Kyiv Tilskuere: 34.386 Dommer: Alberto Undiano Mallenco (Spanien) |

| 6. november 2012 20:45 |

| Paris Saint-Germain                             | 4–0     | Dinamo Zagreb |
| ----------------------------------------------- | ------- | ------------- |
| Alex 16' · Matuidi 61' · Ménez 65' · Hoarau 80' | Rapport |               |

| Parc des Princes, Paris Tilskuere: 41,060 Dommer: Paweł Gil (Polen) |

| 21. november 2012 20:45 |

| Porto                                 | 3–0     | Dinamo Zagreb |
| ------------------------------------- | ------- | ------------- |
| Lucho 20' · Moutinho 67' · Varela 85' | Rapport |               |

| Estádio do Dragão, Porto Tilskuere: 27.603 Dommer: Paolo Tagliavento (Italien) |

| 21. november 2012 20:45 |

| Dynamo Kyiv | 0–2     | Paris Saint-Germain |
| ----------- | ------- | ------------------- |
|             | Rapport | Lavezzi 45' 52' ·   |

| Olympic Stadion, Kyiv Tilskuere: 36.712 Dommer: Wolfgang Stark (Tyskland) |

| 4. december 2012 20:45 |

| Dinamo Zagreb           | 1–1     | Dynamo Kyiv        |
| ----------------------- | ------- | ------------------ |
| Krstanović 90+5' (str.) | Rapport | Yarmolenko 45+1' · |

| Stadion Maksimir, Zagreb Tilskuere: 3.663 Dommer: Stanislav Todorov (Bulgaria) |

| 4. december 2012 20:45 |

| Paris Saint-Germain            | 2–1     | Porto          |
| ------------------------------ | ------- | -------------- |
| Thiago Silva 29' · Lavezzi 61' | Rapport | Martínez 33' · |

| Parc des Princes, Paris Tilskuere: 45.512 Dommer: Craig Thomson (Skotland) |

### Gruppe B
| Hold        | K | V | U | T | M+ | M- | MD | P  |
| ----------- | - | - | - | - | -- | -- | -- | -- |
| Schalke 04  | 6 | 3 | 3 | 0 | 10 | 6  | +4 | 12 |
| Arsenal     | 6 | 3 | 1 | 2 | 10 | 8  | +2 | 10 |
| Olympiakos  | 6 | 3 | 0 | 3 | 9  | 9  | 0  | 9  |
| Montpellier | 6 | 0 | 2 | 4 | 6  | 12 | −6 | 2  |

| 18. september 2012 20:45 |

| Montpellier        | 1–2     | Arsenal                       |
| ------------------ | ------- | ----------------------------- |
| Belhanda 9' (str.) | Rapport | Podolski 16' · Gervinho 18' · |

| Stade de la Mosson, Montpellier Tilskuere: 27.522 Dommer: Carlos Velasco Carballo (Spanien) |

| 18. september 2012 20:45 |

| Olympiakos | 1–2     | Schalke 04                    |
| ---------- | ------- | ----------------------------- |
| Abdoun 58' | Rapport | Höwedes 41' · Huntelaar 59' · |

| Karaiskakis Stadion, Piraeus Tilskuere: 30.922 Dommer: David Fernández Borbalán (Spanien) |

| 3. oktober 2012 20:45 |

| Schalke 04                         | 2–2     | Montpellier                 |
| ---------------------------------- | ------- | --------------------------- |
| Draxler 26' · Huntelaar 53' (str.) | Rapport | Aït-Fana 13' · Camara 90' · |

| Veltins-Arena, Gelsenkirchen Tilskuere: 50,004 Dommer: Sergei Karasev (Rusland) |

| 3. oktober 2012 20:45 |

| Arsenal                                    | 3–1     | Olympiakos        |
| ------------------------------------------ | ------- | ----------------- |
| Gervinho 42' · Podolski 56' · Ramsey 90+4' | Rapport | Mitroglou 45+1' · |

| Emirates Stadium, London Tilskuere: 60,034 Dommer: Svein Oddvar Moen (Norge) |

| 24. oktober 2012 20:45 |

| Arsenal | 0–2     | Schalke 04                    |
| ------- | ------- | ----------------------------- |
|         | Rapport | Huntelaar 76' · Afellay 86' · |

| Emirates Stadium, London Tilskuere: 60.049 Dommer: Jonas Eriksson (Sverige) |

| 24. oktober 2012 20:45 |

| Montpellier     | 1–2     | Olympiakos                        |
| --------------- | ------- | --------------------------------- |
| Charbonnier 49' | Rapport | Torosidis 73' · Mitroglou 90+1' · |

| Stade de la Mosson, Montpellier Tilskuere: 22.834 Dommer: Daniele Orsato (Italien) |

| 6. november 2012 20:45 |

| Schalke 04                   | 2–2     | Arsenal                    |
| ---------------------------- | ------- | -------------------------- |
| Huntelaar 45+2' · Farfán 67' | Rapport | Walcott 18' · Giroud 26' · |

| Veltins-Arena, Gelsenkirchen Tilskuere: 54.142 Dommer: Nicola Rizzoli (Italien) |

| 6. november 2012 20:45 |

| Olympiakos                             | 3–1     | Montpellier           |
| -------------------------------------- | ------- | --------------------- |
| Machado 4' · Greco 80' · Mitroglou 82' | Rapport | Belhanda 66' (str.) · |

| Karaiskakis Stadion, Piraeus Tilskuere: 28.217 Dommer: Marijo Strahonja (Kroatien) |

| 21. november 2012 20:45 |

| Arsenal                     | 2–0     | Montpellier |
| --------------------------- | ------- | ----------- |
| Wilshere 49' · Podolski 63' | Rapport |             |

| Emirates Stadium, London Tilskuere: 59.760 Dommer: Fırat Aydınus (Tyrkiet) |

| 21. november 2012 20:45 |

| Schalke 04 | 1–0     | Olympiakos |
| ---------- | ------- | ---------- |
| Fuchs 77'  | Rapport |            |

| Veltins-Arena, Gelsenkirchen Tilskuere: 52.254 Dommer: Björn Kuipers (Holland) |

| 4. december 2012 20:45 |

| Montpellier | 1–1     | Schalke 04    |
| ----------- | ------- | ------------- |
| Herrera 59' | Rapport | Höwedes 56' · |

| Stade de la Mosson, Montpellier Tilskuere: 23.142 Dommer: Antonio Mateu Lahoz (Spanien) |

| 4. december 2012 20:45 |

| Olympiakos                   | 2–1     | Arsenal       |
| ---------------------------- | ------- | ------------- |
| Maniatis 64' · Mitroglou 73' | Rapport | Rosický 38' · |

| Karaiskakis Stadion, Piraeus Tilskuere: 28.128 Dommer: Alberto Undiano Mallenco (Spanien) |

### Gruppe C
| Hold                  | K | V | U | T | M+ | M- | MD | P  |
| --------------------- | - | - | - | - | -- | -- | -- | -- |
| Málaga                | 6 | 3 | 3 | 0 | 12 | 5  | +7 | 12 |
| Milan                 | 6 | 2 | 2 | 2 | 7  | 6  | +1 | 8  |
| Zenit Skt. Petersborg | 6 | 2 | 1 | 3 | 6  | 9  | −3 | 7  |
| Anderlecht            | 6 | 1 | 2 | 3 | 4  | 9  | −5 | 5  |

| 18. september 2012 20:45 |

| Málaga                    | 3–0     | Zenit Skt. Petersborg |
| ------------------------- | ------- | --------------------- |
| Isco 3' 76' · Saviola 13' | Rapport |                       |

| Estadio La Rosaleda, Málaga Tilskuere: 23.670 Dommer: Mark Clattenburg (England) |

| 18. september 2012 20:45 |

| Milan | 0–0     | Anderlecht |
| ----- | ------- | ---------- |
|       | Rapport |            |

| San Siro, Milano Tilskuere: 27.593 Dommer: William Collum (Skotland) |

| 3. oktober 2012 18:00 |

| Zenit Skt. Petersborg     | 2–3     | Milan                                                  |
| ------------------------- | ------- | ------------------------------------------------------ |
| Hulk 45+2' · Shirokov 49' | Rapport | Emanuelson 13' · El Shaarawy 16' · Hubočan 75' (sm.) · |

| Petrovsky Stadion, Sankt Petersborg Tilskuere: 21.703 Dommer: Felix Brych (Tyskland) |

| 3. oktober 2012 20:45 |

| Anderlecht | 0–3     | Málaga                                  |
| ---------- | ------- | --------------------------------------- |
|            | Rapport | Eliseu 45+1' 64' · Joaquín 57' (str.) · |

| Constant Vanden Stock Stadion, Anderlecht Tilskuere: 15.711 Dommer: Viktor Kassai (Ungarn) |

| 24. oktober 2012 18:00 |

| Zenit Skt. Petersborg | 1–0     | Anderlecht |
| --------------------- | ------- | ---------- |
| Kerzhakov 72' (str.)  | Rapport |            |

| Petrovsky Stadion, Sankt Petersborg Tilskuere: 18.034 Dommer: Ivan Bebek (Kroatien) |

| 24. oktober 2012 20:45 |

| Málaga      | 1–0     | Milan |
| ----------- | ------- | ----- |
| Joaquín 64' | Rapport |       |

| Estadio La Rosaleda, Málaga Tilskuere: 27.683 Dommer: Pedro Proença (Portugal) |

| 6. november 2012 20:45 |

| Anderlecht  | 1–0     | Zenit Skt. Petersborg |
| ----------- | ------- | --------------------- |
| Mbokani 17' | Rapport |                       |

| Constant Vanden Stock Stadion, Anderlecht Tilskuere: 16.437 Dommer: Antony Gautier (Frankrig) |

| 6. november 2012 20:45 |

| Milan    | 1–1     | Málaga       |
| -------- | ------- | ------------ |
| Pato 73' | Rapport | Eliseu 40' · |

| San Siro, Milano Tilskuere: 30.891 Dommer: Howard Webb (England) |

| 21. november 2012 18:00 |

| Zenit Skt. Petersborg    | 2–2     | Málaga                    |
| ------------------------ | ------- | ------------------------- |
| Danny 49' · Fayzulin 87' | Rapport | Buonanotte 8' · Seba 9' · |

| Petrovsky Stadion, Sankt Petersborg Tilskuere: 18.347 Dommer: Olegário Benquerença (Portugal) |

| 21. november 2012 20:45 |

| Anderlecht    | 1–3     | Milan                                      |
| ------------- | ------- | ------------------------------------------ |
| De Sutter 78' | Rapport | El Shaarawy 47' · Mexès 71' · Pato 90+1' · |

| Constant Vanden Stock Stadion, Anderlecht Tilskuere: 19.803 Dommer: Damir Skomina (Slovenien) |

| 4. december 2012 20:45 |

| Málaga       | 2–2     | Anderlecht                    |
| ------------ | ------- | ----------------------------- |
| Duda 45' 61' | Rapport | Jovanović 50' · Mbokani 89' · |

| Estadio La Rosaleda, Málaga Tilskuere: 21.769 Dommer: Deniz Aytekin (Tyskland) |

| 4. december 2012 20:45 |

| Milan | 0–1     | Zenit Skt. Petersborg |
| ----- | ------- | --------------------- |
|       | Rapport | Danny 35' ·           |

| San Siro, Milano Tilskuere: 29.508 Dommer: Tony Chapron (Frankrig) |

### Gruppe D
| Hold              | K | V | U | T | M+ | M- | MD | P  |
| ----------------- | - | - | - | - | -- | -- | -- | -- |
| Borussia Dortmund | 6 | 4 | 2 | 0 | 11 | 5  | +6 | 14 |
| Real Madrid       | 6 | 3 | 2 | 1 | 15 | 9  | +6 | 11 |
| Ajax              | 6 | 1 | 1 | 4 | 8  | 16 | −8 | 4  |
| Manchester City   | 6 | 0 | 3 | 3 | 7  | 11 | −4 | 3  |

| 18. september 2012 20:45 |

| Borussia Dortmund | 1–0     | Ajax |
| ----------------- | ------- | ---- |
| Lewandowski 87'   | Rapport |      |

| Signal Iduna Park, Dortmund Tilskuere: 65.829 Dommer: Paolo Tagliavento (Italien) |

| 18. september 2012 20:45 |

| Real Madrid                             | 3–2     | Manchester City           |
| --------------------------------------- | ------- | ------------------------- |
| Marcelo 76' · Benzema 87' · Ronaldo 90' | Rapport | Džeko 68' · Kolarov 85' · |

| Estadio Santiago Bernabéu, Madrid Tilskuere: 70.381 Dommer: Damir Skomina (Slovenien) |

| 3. oktober 2012 20:45 |

| Manchester City      | 1–1     | Borussia Dortmund |
| -------------------- | ------- | ----------------- |
| Balotelli 90' (str.) | Rapport | Reus 61' ·        |

| City of Manchester Stadium, Manchester Tilskuere: 43.657 Dommer: Pavel Královec (Tjekkiet) |

| 3. oktober 2012 20:45 |

| Ajax          | 1–4     | Real Madrid                         |
| ------------- | ------- | ----------------------------------- |
| Moisander 56' | Rapport | Ronaldo 42' 79' 81' · Benzema 48' · |

| Amsterdam Arena, Amsterdam Tilskuere: 49.491 Dommer: Jonas Eriksson (Sverige) |

| 24. oktober 2012 20:45 |

| Ajax                                      | 3–1     | Manchester City |
| ----------------------------------------- | ------- | --------------- |
| De Jong 45' · Moisander 57' · Eriksen 68' | Rapport | Nasri 22' ·     |

| Amsterdam Arena, Amsterdam Tilskuere: 45.743 Dommer: Svein Oddvar Moen (Norge) |

| 24. oktober 2012 20:45 |

| Borussia Dortmund               | 2–1     | Real Madrid   |
| ------------------------------- | ------- | ------------- |
| Lewandowski 36' · Schmelzer 64' | Rapport | Ronaldo 38' · |

| Signal Iduna Park, Dortmund Tilskuere: 65.829 Dommer: Viktor Kassai (Ungarn) |

| 6. november 2012 20:45 |

| Manchester City           | 2–2     | Ajax              |
| ------------------------- | ------- | ----------------- |
| Y. Touré 22' · Agüero 74' | Rapport | De Jong 10' 17' · |

| City of Manchester Stadium, Manchester Tilskuere: 40.222 Dommer: Peter Rasmussen (Danmark) |

| 6. november 2012 20:45 |

| Real Madrid         | 2–2     | Borussia Dortmund              |
| ------------------- | ------- | ------------------------------ |
| Pepe 34' · Özil 89' | Rapport | Reus 28' · Arbeloa 45' (sm.) · |

| Estadio Santiago Bernabéu, Madrid Tilskuere: 74.932 Dommer: Cüneyt Çakır (Tyrkiet) |

| 21. november 2012 20:45 |

| Ajax       | 1–4     | Borussia Dortmund                           |
| ---------- | ------- | ------------------------------------------- |
| Hoesen 87' | Rapport | Reus 8' · Götze 36' · Lewandowski 41' 67' · |

| Amsterdam Arena, Amsterdam Tilskuere: 47.500 Dommer: Pedro Proença (Portugal) |

| 21. november 2012 20:45 |

| Manchester City   | 1–1     | Real Madrid   |
| ----------------- | ------- | ------------- |
| Agüero 73' (str.) | Rapport | Benzema 10' · |

| City of Manchester Stadium, Manchester Tilskuere: 45.740 Dommer: Gianluca Rocchi (Italien) |

| 4. december 2012 20:45 |

| Borussia Dortmund | 1–0     | Manchester City |
| ----------------- | ------- | --------------- |
| Schieber 57'      | Rapport |                 |

| Signal Iduna Park, Dortmund Tilskuere: 65.829 Dommer: Milorad Mažić (Serbien) |

| 4. december 2012 20:45 |

| Real Madrid                                | 4–1     | Ajax             |
| ------------------------------------------ | ------- | ---------------- |
| Ronaldo 13' · Callejón 28', 88' · Kaká 49' | Rapport | Boerrigter 59' · |

| Estadio Santiago Bernabéu, Madrid Tilskuere: 57.245 Dommer: Pavel Královec (Tjekkiet) |

### Gruppe E
| Hold             | K | V | U | T | M+ | M- | MD  | P  |
| ---------------- | - | - | - | - | -- | -- | --- | -- |
| Juventus         | 6 | 3 | 3 | 0 | 12 | 4  | +8  | 12 |
| Shakhtar Donetsk | 6 | 3 | 1 | 2 | 12 | 8  | +4  | 10 |
| Chelsea          | 6 | 3 | 1 | 2 | 16 | 10 | +6  | 10 |
| Nordsjælland     | 6 | 0 | 1 | 5 | 4  | 22 | −18 | 1  |

Kampe mod hinanden
| Hold             | K | V | U | T | M+ | M- | MD | UM | P |
| ---------------- | - | - | - | - | -- | -- | -- | -- | - |
| Shakhtar Donetsk | 2 | 1 | 0 | 1 | 4  | 4  | 0  | 2  | 3 |
| Chelsea          | 2 | 1 | 0 | 1 | 4  | 4  | 0  | 1  | 3 |

| 19. september 2012 20:45 |

| Shakhtar Donetsk   | 2–0     | Nordsjælland |
| ------------------ | ------- | ------------ |
| Mkhitaryan 44' 76' | Rapport |              |

| Donbass Arena, Donetsk Tilskuere: 45.816 Dommer: Paweł Gil (Polen) |

| 19. september 2012 20:45 |

| Chelsea       | 2–2     | Juventus                       |
| ------------- | ------- | ------------------------------ |
| Oscar 31' 33' | Rapport | Vidal 38' · Quagliarella 80' · |

| Stamford Bridge, London Tilskuere: 40.918 Dommer: Pedro Proença (Portugal) |

| 2. oktober 2012 20:45 |

| Juventus    | 1–1     | Shakhtar Donetsk    |
| ----------- | ------- | ------------------- |
| Bonucci 25' | Rapport | Alex Teixeira 23' · |

| Juventus Stadion, Torino Tilskuere: 25.599 Dommer: Bas Nijhuis (Holland) |

| 2. oktober 2012 20:45 |

| Nordsjælland | 0–4     | Chelsea                                       |
| ------------ | ------- | --------------------------------------------- |
|              | Rapport | Mata 33' 82' · David Luiz 79' · Ramires 89' · |

| Parken, København1 Tilskuere: 25.120 Dommer: Marijo Strahonja (Kroatien) |

| 23. oktober 2012 20:45 |

| Nordsjælland | 1–1     | Juventus      |
| ------------ | ------- | ------------- |
| Beckmann 50' | Rapport | Vučinić 81' · |

| Parken, København1 Tilskuere: 22.404 Dommer: Deniz Aytekin (Tyskland) |

| 23. oktober 2012 20:45 |

| Shakhtar Donetsk                   | 2–1     | Chelsea     |
| ---------------------------------- | ------- | ----------- |
| Alex Teixeira 3' · Fernandinho 52' | Rapport | Oscar 88' · |

| Donbass Arena, Donetsk Tilskuere: 51.435 Dommer: Damir Skomina (Slovenien) |

| 7. november 2012 20:45 |

| Juventus                                                   | 4–0     | Nordsjælland |
| ---------------------------------------------------------- | ------- | ------------ |
| Marchisio 6' · Vidal 23' · Giovinco 37' · Quagliarella 75' | Rapport |              |

| Juventus Stadion, Torino Tilskuere: 27.789 Dommer: Aleksandar Stavrev (Makedonien) |

| 7. november 2012 20:45 |

| Chelsea                             | 3–2     | Shakhtar Donetsk |
| ----------------------------------- | ------- | ---------------- |
| Torres 6' · Oscar 40' · Moses 90+4' | Rapport | Willian 9' 47' · |

| Stamford Bridge, London Tilskuere: 41,067 Dommer: Carlos Velasco Carballo (Spanien) |

| 20. november 2012 20:45 |

| Nordsjælland                   | 2–5     | Shakhtar Donetsk                             |
| ------------------------------ | ------- | -------------------------------------------- |
| Nordstrand 24' · Lorentzen 29' | Rapport | Luiz Adriano 26' 53' 81' · Willian 44' 50' · |

| Parken, København1 Tilskuere: 17.054 Dommer: Antony Gautier (Frankrig) |

| 20. november 2012 20:45 |

| Juventus                                      | 3–0     | Chelsea |
| --------------------------------------------- | ------- | ------- |
| Quagliarella 38' · Vidal 61' · Giovinco 90+1' | Rapport |         |

| Juventus Stadion, Torino Tilskuere: 39.670 Dommer: Cüneyt Çakır (Tyrkiet) |

| 5. december 2012 20:45 |

| Shakhtar Donetsk | 0–1     | Juventus           |
| ---------------- | ------- | ------------------ |
|                  | Rapport | Kucher 56' (sm.) · |

| Donbass Arena, Donetsk Tilskuere: 50.104 Dommer: Jonas Eriksson (Sverige) |

| 5. december 2012 20:45 |

| Chelsea                                                                      | 6–1     | Nordsjælland  |
| ---------------------------------------------------------------------------- | ------- | ------------- |
| David Luiz 38' (str.) · Torres 45+2' 56' · Cahill 51' · Mata 63' · Oscar 71' | Rapport | J. John 46' · |

| Stamford Bridge, London Tilskuere: 40.084 Dommer: Bas Nijhuis (Holland) |

Notes
- Note 1: Nordsjælland spillede deres hjemmekampe i Parken, København i stedet for deres normale stadion, Farum Park, Farum.

### Gruppe F
| Hold           | K | V | U | T | M+ | M- | MD | P  |
| -------------- | - | - | - | - | -- | -- | -- | -- |
| Bayern München | 6 | 4 | 1 | 1 | 15 | 7  | +8 | 13 |
| Valencia       | 6 | 4 | 1 | 1 | 12 | 5  | +7 | 13 |
| BATE Borisov   | 6 | 2 | 0 | 4 | 9  | 15 | −6 | 6  |
| Lille          | 6 | 1 | 0 | 5 | 4  | 13 | −9 | 3  |

Kampe mod hinanden
| Hold           | K | V | U | T | M+ | M- | MD | P |
| -------------- | - | - | - | - | -- | -- | -- | - |
| Bayern München | 2 | 1 | 1 | 0 | 3  | 2  | +1 | 4 |
| Valencia       | 2 | 0 | 1 | 1 | 2  | 3  | −1 | 1 |

| 19. september 2012 20:45 |

| Lille       | 1–3     | BATE Borisov                                     |
| ----------- | ------- | ------------------------------------------------ |
| Chedjou 60' | Rapport | Valadzko 6' · Radyyonaw 20' · Alyakhnovich 43' · |

| Grand Stade Lille Métropole, Villeneuve d'Ascq Tilskuere: 38.122 Dommer: Marcin Borski (Polen) |

| 19. september 2012 20:45 |

| Bayern München                 | 2–1     | Valencia       |
| ------------------------------ | ------- | -------------- |
| Schweinsteiger 38' · Kroos 76' | Rapport | Valdez 90+1' · |

| Allianz Arena, München Tilskuere: 68.000 Dommer: Fırat Aydınus (Tyrkiet) |

| 2. oktober 2012 20:45 |

| Valencia      | 2–0     | Lille |
| ------------- | ------- | ----- |
| Jonas 38' 75' | Rapport |       |

| Estadio Mestalla, Valencia Tilskuere: 28.517 Dommer: Gianluca Rocchi (Italien) |

| 2. oktober 2012 20:45 |

| BATE Borisov                                  | 3–1     | Bayern München |
| --------------------------------------------- | ------- | -------------- |
| Pawlaw 23' · Radyyonaw 78' · R. Bressan 90+4' | Rapport | Ribéry 90+1' · |

| Dynama Stadion, Minsk2 Tilskuere: 24.636 Dommer: Aleksandar Stavrev (Makedonien) |

| 23. oktober 2012 20:45 |

| BATE Borisov | 0–3     | Valencia                       |
| ------------ | ------- | ------------------------------ |
|              | Rapport | Soldado 45+1' (str.) 55' 69' · |

| Dynama Stadion, Minsk2 Tilskuere: 29.180 Dommer: Craig Thomson (Skotland) |

| 23. oktober 2012 20:45 |

| Lille | 0–1     | Bayern München      |
| ----- | ------- | ------------------- |
|       | Rapport | Müller 20' (str.) · |

| Grand Stade Lille Métropole, Villeneuve d'Ascq Tilskuere: 45.259 Dommer: Martin Atkinson (England) |

| 7. november 2012 20:45 |

| Valencia                                          | 4–2     | BATE Borisov                      |
| ------------------------------------------------- | ------- | --------------------------------- |
| Jonas 26' · Soldado 29' (str.) · Feghouli 51' 86' | Rapport | R. Bressan 53' · Mazalewski 83' · |

| Estadio Mestalla, Valencia Tilskuere: 22.795 Dommer: Tom Harald Hagen (Norge) |

| 7. november 2012 20:45 |

| Bayern München                                                   | 6–1     | Lille       |
| ---------------------------------------------------------------- | ------- | ----------- |
| Schweinsteiger 5' · Pizarro 18' 28' 33' · Robben 23' · Kroos 66' | Rapport | Kalou 57' · |

| Allianz Arena, München Tilskuere: 68.000 Dommer: Ovidiu Haţegan (Rumænien) |

| 20. november 2012 18:00 |

| BATE Borisov | 0–2     | Lille                    |
| ------------ | ------- | ------------------------ |
|              | Rapport | Sidibé 14' · Bruno 31' · |

| Dynama Stadion, Minsk2 Tilskuere: 22.810 Dommer: Marijo Strahonja (Kroatien) |

| 20. november 2012 20:45 |

| Valencia     | 1–1     | Bayern München |
| ------------ | ------- | -------------- |
| Feghouli 77' | Rapport | Müller 82' ·   |

| Estadio Mestalla, Valencia Tilskuere: 35.407 Dommer: Howard Webb (England) |

| 5. december 2012 20:45 |

| Lille | 0–1     | Valencia           |
| ----- | ------- | ------------------ |
|       | Rapport | Jonas 36' (str.) · |

| Grand Stade Lille Métropole, Villeneuve d'Ascq Tilskuere: 40.036 Dommer: Aleksandar Stavrev (Makedonien) |

| 5. december 2012 20:45 |

| Bayern München                                   | 4–1     | BATE Borisov    |
| ------------------------------------------------ | ------- | --------------- |
| Gómez 22' · Müller 54' · Shaqiri 65' · Alaba 83' | Rapport | Filipenko 89' · |

| Allianz Arena, München Tilskuere: 68.000 Dommer: William Collum (Skotland) |

Notes
- Note 2: BATE Borisov spillede deres hjemmekampe på Dynama Stadion, Minsk i stedet for deres normale hjemmebane, Haradski Stadion, Barysaw.

### Gruppe G
| Hold           | K | V | U | T | M+ | M- | MD | P  |
| -------------- | - | - | - | - | -- | -- | -- | -- |
| Barcelona      | 6 | 4 | 1 | 1 | 11 | 5  | +6 | 13 |
| Celtic         | 6 | 3 | 1 | 2 | 9  | 8  | +1 | 10 |
| Benfica        | 6 | 2 | 2 | 2 | 5  | 5  | 0  | 8  |
| Spartak Moskva | 6 | 1 | 0 | 5 | 7  | 14 | −7 | 3  |

| 19. september 2012 20:45 |

| Barcelona                 | 3–2     | Spartak Moskva                 |
| ------------------------- | ------- | ------------------------------ |
| Tello 14' · Messi 72' 80' | Rapport | Alves 29' (sm.) · Rômulo 59' · |

| Camp Nou, Barcelona Tilskuere: 73.580 Dommer: Milorad Mažić (Serbien) |

| 19. september 2012 20:45 |

| Celtic | 0–0     | Benfica |
| ------ | ------- | ------- |
|        | Rapport |         |

| Celtic Park, Glasgow Tilskuere: 57.759 Dommer: Nicola Rizzoli (Italien) |

| 2. oktober 2012 18:00 |

| Spartak Moskva  | 2–3     | Celtic                                             |
| --------------- | ------- | -------------------------------------------------- |
| Emenike 41' 48' | Rapport | Hooper 12' · D. Kombarov 71' (sm.) · Samaras 90' · |

| Luzhniki Stadion, Moskva Tilskuere: 43.351 Dommer: Tony Chapron (Frankrig) |

| 2. oktober 2012 20:45 |

| Benfica | 0–2     | Barcelona                   |
| ------- | ------- | --------------------------- |
|         | Rapport | Sánchez 6' · Fàbregas 55' · |

| Estádio da Luz, Lissabon Tilskuere: 63.847 Dommer: Cüneyt Çakır (Tyrkiet) |

| 23. oktober 2012 18:00 |

| Spartak Moskva                   | 2–1     | Benfica    |
| -------------------------------- | ------- | ---------- |
| R. Carioca 3' · Jardel 43' (sm.) | Rapport | Lima 33' · |

| Luzhniki Stadion, Moskva Tilskuere: 41.237 Dommer: Mark Clattenburg (England) |

| 23. oktober 2012 20:45 |

| Barcelona                | 2–1     | Celtic        |
| ------------------------ | ------- | ------------- |
| Iniesta 45' · Alba 90+4' | Rapport | Samaras 18' · |

| Camp Nou, Barcelona Tilskuere: 77.781 Dommer: Gianluca Rocchi (Italien) |

| 7. november 2012 20:45 |

| Benfica         | 2–0     | Spartak Moskva |
| --------------- | ------- | -------------- |
| Cardozo 55' 69' | Rapport |                |

| Estádio da Luz, Lissabon Tilskuere: 36,448 Dommer: Florian Meyer (Tyskland) |

| 7. november 2012 20:45 |

| Celtic                 | 2–1     | Barcelona     |
| ---------------------- | ------- | ------------- |
| Wanyama 21' · Watt 83' | Rapport | Messi 90+1' · |

| Celtic Park, Glasgow Tilskuere: 58.841 Dommer: Björn Kuipers (Holland) |

| 20. november 2012 18:00 |

| Spartak Moskva | 0–3     | Barcelona                   |
| -------------- | ------- | --------------------------- |
|                | Rapport | Alves 16' · Messi 27' 39' · |

| Luzhniki Stadion, Moskva Tilskuere: 67.325 Dommer: Ivan Bebek (Kroatien) |

| 20. november 2012 20:45 |

| Benfica                | 2–1     | Celtic        |
| ---------------------- | ------- | ------------- |
| O. John 7' · Garay 71' | Rapport | Samaras 32' · |

| Estádio da Luz, Lissabon Tilskuere: 47.065 Dommer: Viktor Kassai (Ungarn) |

| 5. december 2012 20:45 |

| Barcelona | 0–0     | Benfica |
| --------- | ------- | ------- |
|           | Rapport |         |

| Camp Nou, Barcelona Tilskuere: 50.659 Dommer: Svein Oddvar Moen (Norge) |

| 5. december 2012 20:45 |

| Celtic                          | 2–1     | Spartak Moskva |
| ------------------------------- | ------- | -------------- |
| Hooper 21' · Commons 81' (str.) | Rapport | Ari 39' ·      |

| Celtic Park, Glasgow Tilskuere: 59.168 Dommer: Felix Brych (Tyskland) |

### Gruppe H
| Hold              | K | V | U | T | M+ | M- | MD | P  |
| ----------------- | - | - | - | - | -- | -- | -- | -- |
| Manchester United | 6 | 4 | 0 | 2 | 9  | 6  | +3 | 12 |
| Galatasaray       | 6 | 3 | 1 | 2 | 7  | 6  | +1 | 10 |
| CFR Cluj          | 6 | 3 | 1 | 2 | 9  | 7  | +2 | 10 |
| Braga             | 6 | 1 | 0 | 5 | 7  | 13 | −6 | 3  |

Kampe mod hinanden
| Hold        | K | V | U | T | M+ | M- | MD | P |
| ----------- | - | - | - | - | -- | -- | -- | - |
| Galatasaray | 2 | 1 | 1 | 0 | 4  | 2  | +2 | 4 |
| CFR Cluj    | 2 | 0 | 1 | 1 | 2  | 4  | −2 | 1 |

| 19. september 2012 20:45 |

| Manchester United | 1–0     | Galatasaray |
| ----------------- | ------- | ----------- |
| Carrick 7'        | Rapport |             |

| Old Trafford, Manchester Tilskuere: 74.653 Dommer: Wolfgang Stark (Tyskland) |

| 19. september 2012 20:45 |

| Braga | 0–2     | CFR Cluj         |
| ----- | ------- | ---------------- |
|       | Rapport | Bastos 19' 34' · |

| Estádio Municipal, Braga Tilskuere: 10.922 Dommer: Peter Rasmussen (Danmark) |

| 2. oktober 2012 20:45 |

| CFR Cluj      | 1–2     | Manchester United    |
| ------------- | ------- | -------------------- |
| Kapetanos 14' | Rapport | Van Persie 29' 49' · |

| Stadionul Dr. Constantin Rădulescu, Cluj-Napoca Tilskuere: 16.259 Dommer: Alberto Undiano Mallenco (Spanien) |

| 2. oktober 2012 20:45 |

| Galatasaray | 0–2     | Braga                     |
| ----------- | ------- | ------------------------- |
|             | Rapport | Micael 27' · Alan 90+4' · |

| Türk Telekom Arena, Istanbul Tilskuere: 46.987 Dommer: Tom Harald Hagen (Norge) |

| 23. oktober 2012 20:45 |

| Galatasaray   | 1–1     | CFR Cluj            |
| ------------- | ------- | ------------------- |
| B. Yılmaz 77' | Rapport | Nounkeu 19' (sm.) · |

| Türk Telekom Arena, Istanbul Tilskuere: 39.013 Dommer: Paolo Tagliavento (Italien) |

| 23. oktober 2012 20:45 |

| Manchester United             | 3–2     | Braga         |
| ----------------------------- | ------- | ------------- |
| Hernández 25' 75' · Evans 62' | Rapport | Alan 2' 20' · |

| Old Trafford, Manchester Tilskuere: 73.195 Dommer: Milorad Mažić (Serbien) |

| 7. november 2012 20:45 |

| CFR Cluj   | 1–3     | Galatasaray             |
| ---------- | ------- | ----------------------- |
| Sougou 53' | Rapport | B. Yılmaz 18' 61' 74' · |

| Stadionul Dr. Constantin Rădulescu, Cluj-Napoca Tilskuere: 16.232 Dommer: William Collum (Skotland) |

| 7. november 2012 20:45 |

| Braga           | 1–3     | Manchester United                                      |
| --------------- | ------- | ------------------------------------------------------ |
| Alan 49' (str.) | Rapport | Van Persie 80' · Rooney 84' (str.) · Hernández 90+2' · |

| Estádio Municipal, Braga Tilskuere: 15.388 Dommer: Felix Brych (Tyskland) |

| 20. november 2012 20:45 |

| Galatasaray   | 1–0     | Manchester United |
| ------------- | ------- | ----------------- |
| B. Yılmaz 53' | Rapport |                   |

| Türk Telekom Arena, Istanbul Tilskuere: 50.278 Dommer: Carlos Velasco Carballo (Spanien) |

| 20. november 2012 20:45 |

| CFR Cluj             | 3–1     | Braga      |
| -------------------- | ------- | ---------- |
| Rui Pedro 7' 15' 33' | Rapport | Alan 17' · |

| Stadionul Dr. Constantin Rădulescu, Cluj-Napoca Tilskuere: 14.635 Dommer: Sergei Karasev (Rusland) |

| 5. december 2012 20:45 |

| Manchester United | 0–1     | CFR Cluj           |
| ----------------- | ------- | ------------------ |
|                   | Rapport | Luís Alberto 56' · |

| Old Trafford, Manchester Tilskuere: 71.521 Dommer: Daniele Orsato (Italien) |

| 5. december 2012 20:45 |

| Braga       | 1–2     | Galatasaray                     |
| ----------- | ------- | ------------------------------- |
| Mossoró 32' | Rapport | B. Yılmaz 58' · A. Yılmaz 78' · |

| Estádio Municipal, Braga Tilskuere: 8.964 Dommer: Nicola Rizzoli (Italien) |